# Kiln House
Kiln House — четвертий студійний альбом британського гурту «Fleetwood Mac», представлений 18 вересня 1970 року під лейблом «Reprise Records». Це останній альбом гурту, у записі якого брав участь Джеремі Спенсер. Крістін МакВі працювала над альбомом як сесійний музикант (бек-вокал, клавішні та обкладинка платівки), хоча і на той момент вона не була повноцінним членом колективу. Платівка досягла 69-ї позиції у американському чарті «Billboard 200».

## Список пісень
| Сторона 1 | Сторона 1            | Сторона 1                         | Сторона 1  |
| #         | Назва                | Автор                             | Тривалість |
| --------- | -------------------- | --------------------------------- | ---------- |
| 1.        | «This Is the Rock»   | Джеремі Спенсер                   | 2:45       |
| 2.        | «Station Man»        | Денні Кірван, Спенсер, Джон МакВі | 5:49       |
| 3.        | «Blood on the Floor» | Спенсер                           | 2:44       |
| 4.        | «Hi Ho Silver»       | Біг Джо Тернер                    | 3:05       |
| 5.        | «Jewel-Eyed Judy»    | Кірван, Мік Флітвуд, Дж. МакВі    | 3:17       |

| Сторона 2 | Сторона 2                       | Сторона 2                      | Сторона 2  |
| #         | Назва                           | Автор                          | Тривалість |
| --------- | ------------------------------- | ------------------------------ | ---------- |
| 1.        | «Buddy's Song»                  | Елла Холлі                     | 2:08       |
| 2.        | «Earl Gray»                     | Кірван                         | 4:01       |
| 3.        | «One Together»                  | Спенсер                        | 3:23       |
| 4.        | «Tell Me All the Things You Do» | Кірван                         | 4:10       |
| 5.        | «Mission Bell»                  | Джессі D. Ходжес, Вільям Майкл | 2:32       |

## Учасники запису
Fleetwood Mac
- Джеремі Спенсер – гітара, додатковий вокал, фортепіано, ведучий вокал («This is the Rock», «Blood on the Floor», «Hi Ho Silver», «Buddy's Song», «One Together» та «Mission Bell»)
- Денні Кірван – гітара, додатковий вокал, ведучий вокал («Station Man», «Jewel-Eyed Judy» та «Tell Me All the Things You Do»)
- Джон МакВі – бас-гітара
- Мік Флітвуд – ударні, перкусія